# Hubert Jasionowski
Hubert Jasionowski (ur. 21 lutego 1949 w Jeleniowie; powiat Szczytno) – polski artysta fotograf. Członek rzeczywisty i Artysta Fotoklubu Rzeczypospolitej Polskiej (AFRP). Członek Związku Polskich Fotografów Przyrody.

## Życiorys
Hubert Jasionowski mieszka i tworzy w Szczytnie. Fotografuje od 1971 roku. Od 1979 roku współpracował z „Gazetą Olsztyńską”, w której publikował swoje zdjęcia do artykułów Wojciecha Charewicza. Szczególne miejsce w twórczości Huberta Jasionowskiego zajmuje fotografia przyrodnicza i fotografia krajobrazowa. W 1998 roku został członkiem Okręgu Warmińsko-Mazurskiego Związku Polskich Fotografów Przyrody. 
Od 2000 roku publikuje swoje fotografie w czasopismach: „Die Pirsach” (Niemcy), „Jagd Fisken” (Dania), „Jager” (Niemcy), „Jag Jurnalen” (Szwecja), „La Chasse” (Francja), „Myśliwiec Warmińsko-Mazurski”, „Natura”, „Parki Narodowe”, „Przyroda Polska”, „The Field” (Wielka Brytania), „Wald und Hund” (Niemcy). 
Jest autorem i współautorem wielu wystaw fotograficznych w Polsce i za granicą; indywidualnych, zbiorowych, poplenerowych, pokonkursowych. Uczestniczy w licznych konkursach fotograficznych, zdobywając wiele medali, nagród, wyróżnień, dyplomów, listów gratulacyjnych. Uczestniczy jako przewodniczący i członek jury w konkursach fotograficznych. 
W 2010 roku Hubert Jasionowski został przyjęty w poczet członków Fotoklubu Rzeczypospolitej Polskiej Stowarzyszenia Twórców. Decyzją Komisji Kwalifikacji Zawodowych Fotoklubu RP, otrzymał dyplom potwierdzający kwalifikacje do wykonywania zawodu artysty fotografa, fotografika (legitymacja nr 262). W 2018 został uhonorowany Medalem „Za Zasługi dla Fotografii Polskiej” – odznaczeniem przyznawanym przez Kapitułę Fotoklubu Rzeczypospolitej Polskiej Stowarzyszenia Twórców – w 100. rocznicę odzyskania przez Polskę niepodległości (1918–2018). W 2023 został nagrodzony Statuetką Juranda za działalność na niwie kultury i sztuki, na rzecz powiatu szczycieńskiego. 

## Odznaczenia (nagrody)
- Medal „Za Zasługi dla Fotografii Polskiej” (2018)[27]
- Statuetka Juranda (2023)[28]

## Wybrane wystawy indywidualne
- Galeria Sztuki w Wyższej Szkole Policji w Szczytnie; „Z kamerą przez mazurskie knieje” (2000);
- Galeria w Landesmuseum w Kassel (Hesja – Niemcy); „Z kamerą przez mazurskie knieje” (2000);
- Galeria Sztuki „Wieża ratuszowa” w Szczytnie; „Ptaki Warmii i Mazur” (2001);
- Galeria Sztuki w Solingen (Zagłębie Ruhry – Niemcy); „Ptaki Warmii i Mazur” (2001);
- Galeria w „Chacie Mazurskiej” w Szczytnie; „Mazurski pejzaż” (2002);
- Galeria Sztuki w Wyższej Szkole Policji w Szczytnie; „Dzika przyroda Mazur” (2003);
- Galeria Sztuki w Gelsenkirchen (Zagłębie Ruhry – Niemcy); „Dzika przyroda Mazur” (2003);
- Galeria sztuki „Wiliński” w Mrągowie; „Barwy mazurskiej natury” (2004);
- Galeria Sztuki przy Miejskiej Bibliotece w Szczytnie; „Borem, lasem” (2004);
- Galeria w Muzeum Ziemi Mazurskiej w Szczytnie; „Mazury od świtu do zmierzchu” (2005);
- Galeria sztuki „Wiliński” w Mrągowie; „Puszcza Piska” (2006);
- Galeria sztuki w Pfalzer Wald; „Puszcza Piska” (2006);
- Galeria w Miejskim Ośrodku Kultury w Koszalinie; „Fauna i flora Polski” (2007);
- Galeria Sztuki przy Muzeum Ziemi Mazurskiej w Szczytnie; „Wędrówki przez mazurskie bory i lasy” (2008);
- Galeria Sztuki „Stara kotłownia” w Szczytnie; „Szczytno znane i nieznane” (2008);
- Galeria Sztuki w Wuppertal (Nadrenia Północna Westfalia – Niemcy); „Piękno mazurskiej przyrody” (2008);
- Galeria Sztuki w Solingen (Niemcy); „Piękno mazurskiej przyrody” (2008);
- Galeria Sztuki przy Muzeum Ziemi Mazurskiej w Szczytnie; „Z nurtem babięckiej strugi” (2009);
- Galeria Miejskiego Domu Kultury w Szczytnie; „Bezkrwawe łowy na Mazurach” (2016)[29];
- Galeria Ośrodka Edukacji Mazurskiego Parku Krajobrazowego w Krutyni; „Tajemnicze życie borsuków” (2018)[30];

Źródło.

## Publikacje (albumy autorskie)
- „Powiat Szczycieński” (2008)[5];

## Publikacje (prace zbiorowe)
- „Łowiectwo Józefa Balickiego” (Warszawa 2004);
- „Oblicza Polski północno-wschodniej” (Olsztyn 2003);
- „Herbstlanschaften” (Niemcy 2001);
- „Galeria Natury” (Warszawa 2000);
- „Ortelsburger Heimatbote” (Niemcy 2009);

Źródło.